# Е. Ферми (Падова)
Е. Ферми је насеље у Италији у округу Падова, региону Венето.
Према процени из 2011. у насељу је живело 53 становника. Насеље се налази на надморској висини од 26 м.